# Myosotis ochotensis
Myosotis ochotensis är en strävbladig växtart som beskrevs av O.D. Nikiforova. Myosotis ochotensis ingår i släktet förgätmigejer, och familjen strävbladiga växter. Inga underarter finns listade i Catalogue of Life.